# Dirty Deeds
Dirty Deeds é um filme americano de comédia de 2005 dirigido por David Kendall.

## Elenco
- Milo Ventimiglia - Zach Harper
- Lacey Chabert - Meg Cummings
- David Collins - George Cummings
- Matthew Carey - Dan Lawton
- Mark Derwin - Vincent Scarno
- Charles Durning - Victor Rasdale
- Arielle Kebbel - Alison
- Erin Torpey - Jen
- Tom Amandes - Lester Fuchs
- Ray Santiago - Bobby D
- Wes Robinson - Kyle Cummings
- Michael Milhoan - Policial Dill
- Zoe Saldana - Rachel Buff
- Billy L. Sullivan - Stash
- Alex Solowitz - JD Riplock
- Danso Gordon - Biggs
- Todd Zeile - Mullet / Duncan Rime